# Pavel Kašpařík
Pavel Kašpařík (* 11. Januar 1979 in Písek, Tschechoslowakei) ist ein ehemaliger tschechischer Eishockeyspieler, der über viele Jahre beim HC Sparta Prag, HC České Budějovice, HC Škoda Plzeň und bei den Bílí Tygři Liberecin der Extraliga aktiv war. Dabei gewann er insgesamt vier tschechische Meistertitel.

## Karriere

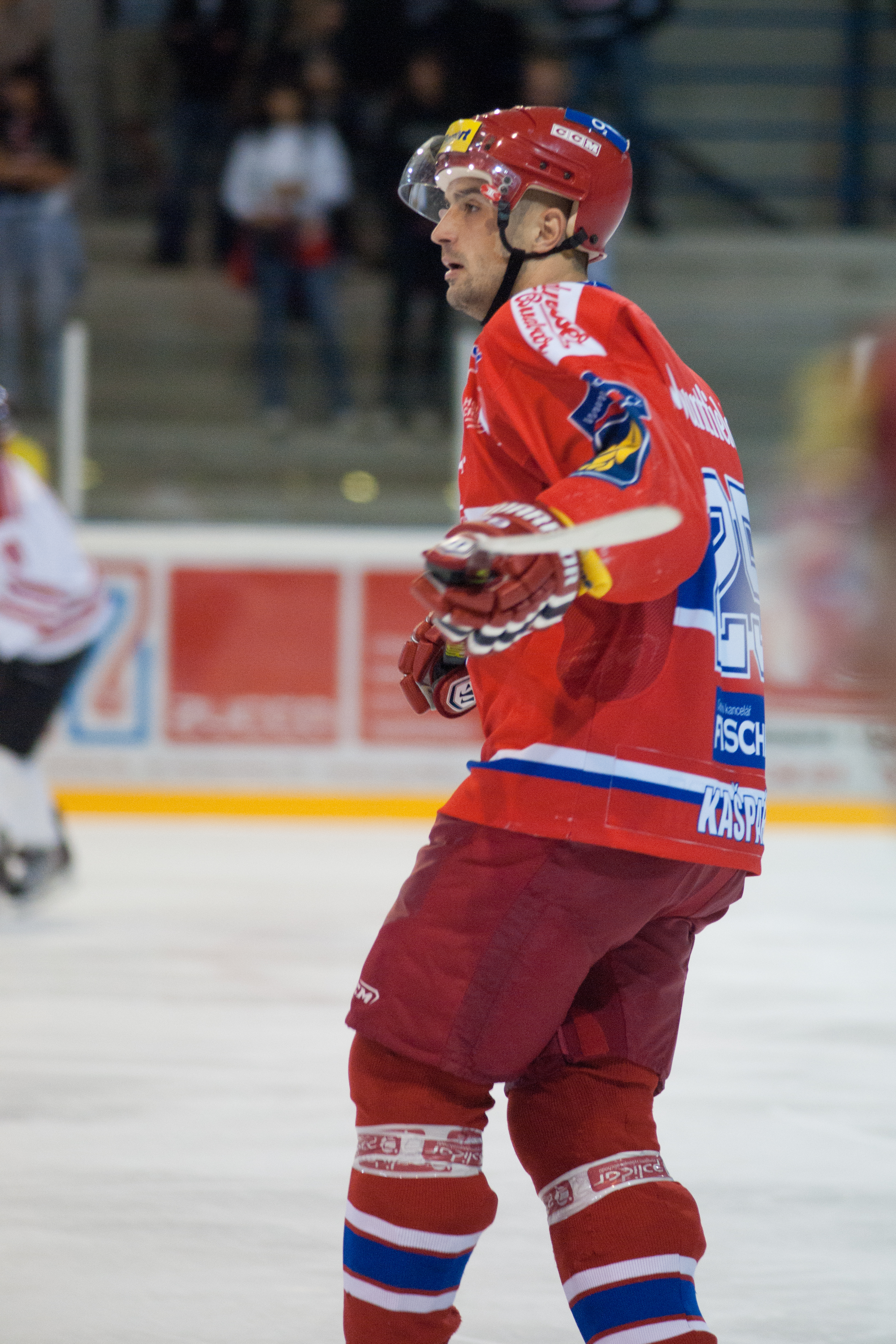
Pavel Kašpařík im Trikot des HC České Budějovice

Kašpařík begann seine Karriere in seiner Heimatstadt in den Nachwuchsmannschaften des IHC Písek. Während der Spielzeit 1996/97 kam er zu seinem Debüt in der Herrenmannschaft, die der zweitklassigen 1. Liga angehörte. Während des NHL Entry Draft 1999 wurde er in der siebten Runde an 200. Stelle von den Philadelphia Flyers ausgewählt, für die er nie spielte. Stattdessen bekam er die Möglichkeit, nach einer überragenden Saison 1998/99 mit 20 Toren und 23 Assists in der 1. Liga für den IHC Písek, in der Extraliga aufzulaufen. Er erhielt Angebote vom HC Sparta Prag, dem HC České Budějovice und dem HC Plzeň. Kašpařík entschied sich für Sparta und absolvierte 22 Extraliga-Partien für diesen Klub, bevor an seinen Heimatverein ausgeliehen wurde.
Zu Beginn der Saison 2000/01 wurde Kašpařík an den HC Karlovy Vary ausgeliehen, kehrte aber vor Weihnachten 2000 in den Kader von Sparta zurück und bestritt den Spengler Cup. Am Ende der folgenden Saison gewann er mit Sparta die tschechische Meisterschaft. Mitte der Spielzeit 2002/03 wurde er aufgrund schwacher Leistungen gegen Vojtěch Kubinčák von den Bílí Tygři Liberec getauscht. Bei den Weißen Tigern gehörte er zu den besten Angreifern, bevor er 2004 zu Sparta zurückkehrte und einen Vertrag über zwei Jahre unterschrieb. Bei Sparta spielten zu diesem Zeitpunkt aufgrund des Lockouts in der National Hockey League viele tschechische Stars, so dass Kašpařík wenig Eiszeit bekam.
2006 wechselte Kašpařík zum HC Hamé Zlín, wo er wieder zum Leistungsträger avancierte und teamintern fünft-bester Scorer wurde. Im Sommer 2007 unterschrieb er einen Zweijahresvertrag bei den Bílí Tygři Liberec, wo er seine Leistungen bestätigen konnte und in der Saison 2008/09 Topscorer seines Teams wurde. Zur Saison 2010/11 wechselte er innerhalb der Extraliga zum HC České Budějovice, für den er bis zum Oktober 2012 aktiv war. Anschließend wurde sein Vertrag aufgelöst und Kašpařík wurde vom HC Škoda Plzeň unter Vertrag genommen. Mit seinem neuen Klub gewann er am Ende der Saison 2012/13 die tschechische Meisterschaft.
Im Dezember 2014 wurde Kašpařík an den BK Mladá Boleslav ausgeliehen, für den er bis zum Saisonende spielte. Anschließend ließ er seine Karriere beim HC Slavia Prag in der zweiten Spielklasse ausklingen.
Kašpařík galt als sehr guter Zweiwege-Stürmer, der zudem ein sehr gutes Bullyspiel besaß.

### International
Pavel Kašpařík absolvierte bisher (Stand 2010) fünf Länderspiele für die tschechische Eishockeynationalmannschaft, bei denen er zwei Tore erzielte. Dabei kam er bei den LG Hockey Games 2008 zum Einsatz sowie in zwei Vorbereitungsspielen der Saison 2008/09. Zudem bekam er eine Nominierung für die Weltmeisterschaft 2009, die er aufgrund einer Verletzung ausschlagen musste.

## Erfolge und Auszeichnungen
- 2000 Tschechischer Meister mit dem HC Sparta Prag
- 2002 Tschechischer Meister mit dem HC Sparta Prag
- 2006 Tschechischer Meister mit dem HC Sparta Prag
- 2013 Tschechischer Meister mit dem HC Škoda Plzeň

## Extraliga-Statistik
(Stand: Ende der Saison 2015/16)